# ガーネットステークス
ガーネットステークスは、日本中央競馬会 (JRA) が中山競馬場のダート1200メートルで施行していた中央競馬の重賞（GIII・統一GIII）競走である。競走名は、1月の誕生石である柘榴石（ざくろいし：ガーネット）に由来。

## 概要
1983年までは5歳（現4歳）以上牝馬限定の中山競馬場の芝1600mのオープン特別、1984年から1986年までは5歳（現4歳）以上牝馬限定の同競馬場のダート1200mの1300万下（1986年のみ1400万下）条件戦、1987年から1995年まで同競馬場のダート1800mのオープン特別、1996年は東京競馬場のダート1600mのオープン特別として施行されていたガーネットステークスを1997年から重賞競走として新設し、重賞競走としての第1回は同じく中山競馬場のダート1200mで施行され、同様にGIIIに格付けされた。
創設年にGI競走に昇格したフェブラリーステークスや根岸ステークスの前哨戦として、ダートの短距離を得意とする競走馬が出走していた。
2008年の出走資格は、サラ系4歳（旧5歳）以上のJRA所属の競走馬（外国産馬含む）と、JRAに認定された地方所属の競走馬（4頭まで）及び外国調教馬（8頭まで）。
負担斤量条件は、ハンデキャップであった。
2008年の賞金は、1着3,900万円、2着1,600万円、3着980万円、4着590万円、5着390万円。
2008年に新設されたカペラステークスにその機能を引き継ぎ、2009年に廃止された。廃止後の2009年からはガーネットステークスと同じ中山競馬場のダート1200mで施行されていたジャニュアリーステークスがオープン特別の競走として施行されている（それまでは1600万下条件）。

## 歴史
- 1983年以前 中山競馬場の芝1600mの5歳（現4歳）以上の牝馬限定のオープン特別、ガーネットステークスとして施行。
- 1984年
  - 1300万下条件特別に降格。
  - 施行距離をダート1200mに変更。
- 1985年 1400万下条件特別に変更。
- 1987年
  - オープン特別に再昇格。
  - 出走条件を5歳（現4歳）以上の別定重量に変更。
  - 施行距離をダート1800mに変更。
- 1989年 混合競走に指定。
- 1996年 福島競馬場の改修工事の調整による振替開催により東京競馬場のダート1600mで施行。
- 1997年
  - 指定競走に指定。
  - GIIIに昇格。
  - ダート競走格付け委員会にGIII（統一GIII）に格付け。
  - 負担条件がグレード別定重量に変更。
  - 施行距離をダート1200mに戻す。
- 2001年
  - 馬齢表示の国際基準への変更に伴い、出走資格が「5歳以上」から「4歳以上」に変更。
  - ビーマイナカヤマが史上初の連覇。
  - 鹿戸雄一が騎手として史上初の連覇。
  - 高市圭二が調教師として史上初の連覇。
- 2002年
  - 東京競馬場の改修工事の調整による振替開催により東京競馬場のダート1200mで施行。
  - ブロードアピールがJRA史上初となる8（旧9）歳牝馬による重賞制覇。
- 2003年 負担条件がハンデキャップに変更[2]。
- 2006年 混合競走から国際競走に変更。
- 2007年 田中勝春が騎手として史上2人目の連覇。
- 2008年 この年をもって廃止。競走機能はカペラステークスに引き継がれる。
- 2009年 1600万下条件で施行されていたジャニュアリーステークスが当レースと同じ条件で施行され、事実上当レースの機能をカペラステークスと共に引き継いだ。

### 歴代優勝馬
コース種別を表記していない距離は、ダートコースを表す。
優勝馬の馬齢は、2000年以前も現行表記に揃えている。

#### 重賞格付け以前
| 施行日        | 競馬場 | 距離    | クラス           | 優勝馬             | 性齢 | タイム | 優勝騎手 | 管理調教師 | 馬主                             |
| ------------- | ------ | ------- | ---------------- | ------------------ | ---- | ------ | -------- | ---------- | -------------------------------- |
| 1981年1月7日  | 中山   | 芝1600m | 牝・オープン特別 | マイエルフ         | 牝6  | 1:36.2 | 中野栄治 | 田中和一郎 | 株式会社ラッキーフィールド       |
| 1982年1月6日  | 中山   | 芝1600m | 牝・オープン特別 | コンパニオン       | 牝5  | 1:36.3 | 中島啓之 | 奥平真治   | 塩入満男                         |
| 1983年1月9日  | 中山   | 芝1600m | 牝・オープン特別 | タケノハッピー     | 牝6  | 1:36.5 | 伊藤正徳 | 尾形充弘   | 大沢良丈                         |
| 1984年1月15日 | 中山   | 1200m   | 牝・1300万条件   | ミホノヒーロー     | 牝4  | 1:11.6 | 平目孝志 | 二本柳一馬 | 菅井嘉郎                         |
| 1985年1月13日 | 中山   | 1200m   | 牝・1400万条件   | ノーザンキーラー   | 牝5  | 1:11.9 | 安田富男 | 松永勇     | 常本梢隆                         |
| 1986年1月12日 | 中山   | 1200m   | 牝・1400万条件   | ミスアミット       | 牝5  | 1:10.4 | 増沢末夫 | 尾形盛次   | 藤田美屋野                       |
| 1987年1月18日 | 中山   | 1800m   | オープン特別     | マキノハタ         | 牝5  | 1:52.7 | 根本康広 | 橋本輝雄   | 橋本一夫                         |
| 1988年1月9日  | 中山   | 1800m   | オープン特別     | シャコーミキスキー | 牝6  | 1:50.5 | 田村正光 | 矢野照正   | （株）シャコー                   |
| 1989年1月13日 | 中山   | 1800m   | オープン特別     | タイガールイス     | 牡6  | 1:51.5 | 岡部幸雄 | 阿部新生   | 穴澤正                           |
| 1990年1月6日  | 中山   | 1800m   | オープン特別     | カリブソング       | 牡4  | 1:52.7 | 柴田政人 | 加藤修甫   | （株）荻伏牧場レーシング・クラブ |
| 1991年1月7日  | 中山   | 1800m   | オープン特別     | タケデンマンゲツ   | 牡5  | 1:51.7 | 増沢末夫 | 元石孝昭   | 武市伝一                         |
| 1992年1月11日 | 中山   | 1800m   | オープン特別     | ブリザード         | 牡4  | 1:51.3 | 根本康広 | 橋本輝雄   | 高津文博                         |
| 1993年1月6日  | 中山   | 1800m   | オープン特別     | ミスタートウジン   | 牡7  | 1:52.3 | 的場均   | 福島信晴   | 藤立啓一                         |
| 1994年1月6日  | 中山   | 1800m   | オープン特別     | ダイカツジョンヌ   | 牝6  | 1:52.8 | 鹿戸雄一 | 相川勝敏   | 加藤豊三                         |
| 1995年1月7日  | 中山   | 1800m   | オープン特別     | ダンディテシオ     | 牡6  | 1:50.2 | 加藤和宏 | 久恒久夫   | 飯島和吉                         |
| 1996年1月6日  | 東京   | 1600m   | オープン特別     | タイキパイソン     | 騸5  | 1:37.1 | 岡部幸雄 | 藤沢和雄   | （有）大樹ファーム               |

#### 重賞格付け以後
| 回数   | 施行日        | 競馬場 | 距離  | 優勝馬             | 性齢 | タイム | 優勝騎手 | 管理調教師 | 馬主                                 |
| ------ | ------------- | ------ | ----- | ------------------ | ---- | ------ | -------- | ---------- | ------------------------------------ |
| 第1回  | 1997年1月12日 | 中山   | 1200m | ストーンステッパー | 牡4  | 1:10.8 | 熊沢重文 | 目野哲也   | 小川勲                               |
| 第2回  | 1998年1月10日 | 中山   | 1200m | スーパーナカヤマ   | 牡4  | 1:09.1 | 武豊     | 小西一男   | （株）信和商会                       |
| 第3回  | 1999年1月10日 | 中山   | 1200m | ワシントンカラー   | 牡5  | 1:10.3 | 柴田善臣 | 松山康久   | （株）テンジン                       |
| 第4回  | 2000年1月9日  | 中山   | 1200m | ビーマイナカヤマ   | 牡6  | 1:10.2 | 鹿戸雄一 | 高市圭二   | （有）中山牧場                       |
| 第5回  | 2001年1月7日  | 中山   | 1200m | ビーマイナカヤマ   | 牡7  | 1:09.5 | 鹿戸雄一 | 高市圭二   | （有）中山牧場                       |
| 第6回  | 2002年1月6日  | 東京   | 1200m | ブロードアピール   | 牝8  | 1:10.3 | 武豊     | 松田国英   | 金子真人                             |
| 第7回  | 2003年1月12日 | 中山   | 1200m | ニホンピロサート   | 牡5  | 1:10.5 | 横山典弘 | 目野哲也   | 小林百太郎                           |
| 第8回  | 2004年1月11日 | 中山   | 1200m | マイネルセレクト   | 牡5  | 1:10.9 | 武豊     | 中村均     | （株）サラブレッドクラブ・ラフィアン |
| 第9回  | 2005年1月9日  | 中山   | 1200m | メイショウボーラー | 牡4  | 1:10.2 | 福永祐一 | 白井寿昭   | 松本好雄                             |
| 第10回 | 2006年1月8日  | 中山   | 1200m | リミットレスビッド | 牡7  | 1:10.5 | 田中勝春 | 加用正     | （株）社台レースホース               |
| 第11回 | 2007年1月7日  | 中山   | 1200m | スリーアベニュー   | 牡5  | 1:10.0 | 田中勝春 | 小野幸治   | 永井商事（株）                       |
| 第12回 | 2008年1月13日 | 中山   | 1200m | タイセイアトム     | 牡5  | 1:10.4 | 吉田豊   | 矢作芳人   | 田中成奉                             |